# 中熊大智
中熊 大智（なかぐま だいち、1996年8月27日 - ）は、熊本県菊池郡菊陽町出身の元プロ野球選手（捕手）。右投左打。2024年シーズンは埼玉西武ライオンズのスタッフを務めていた。

## 経歴

### プロ入り前
九州学院高等学校では、甲子園出場経験はなかった。
高校卒業後は徳山大学（現・周南公立大学）へ進学し、中国地区大学野球連盟に加盟する同校の硬式野球部に入部。大学時代は、2年次の2016年秋季リーグと4年次の2018年春季リーグで首位打者とベストナイン（捕手）を受賞した。2018年の春季リーグではチームとして7シーズンぶりの優勝に貢献し、第67回全日本大学野球選手権大会ではベスト8まで進出した。
2018年10月25日に行われたドラフト会議では、埼玉西武ライオンズから育成選手ドラフト3位指名を受け、育成選手として入団した。背番号は127。徳山大学出身のプロ野球選手は過去にもいたが、同大学から直接プロ入りするのは中熊が初であった。

### 西武時代
2019年は、イースタン・リーグで12試合に出場し、28打席で打率.143であった。
2020年は、新型コロナウイルスの影響で公式戦自体が少なかったものの、イースタン・リーグで56試合に出場。188打席で打率.295、3本塁打と前年より多く実戦経験を積み、成績も向上させた。
2021年は、イースタン・リーグで83試合に出場し、打率.265、0本塁打、20打点を記録した。
2022年は、7月11日までにイースタン・リーグで45試合に出場し、打率.296、1本塁打、20打点を記録し、7月13日に支配下選手登録された。背番号は64。7月20日の千葉ロッテマリーンズ戦でプロ初出場を果たした。
2023年は、5月16日に右肘鏡視下クリーニング術を受けた。同年は一軍出場がなく、10月31日に戦力外通告を受け、現役を引退した。 11月26日、ベルーナドームで行われたファンフェスティバル「ライオンズ サンクスフェスタ 2023」で引退セレモニーが開かれた。

### 現役引退後
2023年11月11日、西武のファームブルペン捕手兼用具補佐への就任が発表された。だが、2025年5月13日、自身のインスタグラムにおいて、西武を退団し、不動産会社に勤務していることを明らかにした

## 人物・プレースタイル
二塁送球1.85 - 1.9秒の強肩が武器の捕手。

## 詳細情報

### 年度別打撃成績
| 年 度     | 球 団     | 試 合 | 打 席 | 打 数 | 得 点 | 安 打 | 二 塁 打 | 三 塁 打 | 本 塁 打 | 塁 打 | 打 点 | 盗 塁 | 盗 塁 死 | 犠 打 | 犠 飛 | 四 球 | 敬 遠 | 死 球 | 三 振 | 併 殺 打 | 打 率 | 出 塁 率 | 長 打 率 | O P S |
| --------- | --------- | ----- | ----- | ----- | ----- | ----- | -------- | -------- | -------- | ----- | ----- | ----- | -------- | ----- | ----- | ----- | ----- | ----- | ----- | -------- | ----- | -------- | -------- | ----- |
| 2022      | 西武      | 1     | 1     | 1     | 0     | 0     | 0        | 0        | 0        | 0     | 0     | 0     | 0        | 0     | 0     | 0     | 0     | 0     | 0     | 0        | .000  | .000     | .000     | .000  |
| 通算：1年 | 通算：1年 | 1     | 1     | 1     | 0     | 0     | 0        | 0        | 0        | 0     | 0     | 0     | 0        | 0     | 0     | 0     | 0     | 0     | 0     | 0        | .000  | .000     | .000     | .000  |

### 記録
初記録
- 初出場・初打席：2022年7月20日、対千葉ロッテマリーンズ15回戦（ZOZOマリンスタジアム）、7回表に山田遥楓の代打で出場、東條大樹から三邪飛

### 背番号
- 127（2019年[3] - 2022年7月12日）
- 64（2022年7月13日[4] - 2023年）

### 登場曲
- 「ぼくはくま」宇多田ヒカル（2022年[4] - ）